# Ширвінта
Ширвінта(лит. Širvinta, пол. Szyrwinta, рос. Ширвинта) — річка в Литві, у Ширвінтоському й Укмергському районах Вільнюського повітіу. Ліва притока Швентої (басейн Балтійського моря).

## Опис
Довжина річки 129 км. Річка зизгагоподібна і бистротічна. Формується з приток та безіменних струмків.

## Розташування
Бере початок біля села Шлевітраі. Тече переважно на північний захід через місто Ширвінтос. Між населеними пунктами Вяпряй та Упнінкой впадає у річку Швентої, праву притоки Німану. Після села Лукайні річка сплавна.
Притоки: Вербила, Кревня (праві); Парія, Муспіоса (ліві).

## Цікаві факти
- На околицях міста Ширвінтос знаходили великі шматки бруштину.